# ニン (クロアチア)
ニン（クロアチア語: Nin,ラテン語: Aenona,Nona）はクロアチアザダル郡の都市及び基礎自治体。2001年現在の人口は1,256人で基礎自治体全体では4,603人である。ニンは中世、キリスト教の教区の中心として歴史的に重要であり10世紀前半、トミスラヴ王によってラテン化が課せられるまで、ニンはクロアチア人による教会自治の中心でもあり、またダルマチア公の中心地でもあった。司教であるグルグール・ニンスキ (en) は10世紀、ダルマチアの教会政治に大きく関わっていった。

## 地勢
ニンはザダルの北に位置する小さな町で、アドリア海東のラグーンに位置する。周囲は自然の砂浜に囲まれ本土とは16世紀からある2つの石橋によって結ばれている。歴史的な地区である町の中心は直径500m以内に収まっている。

## 歴史
歴史家によれば、ニンに人が定住し始めたのは10,000年前とされている。現在の町が開かれたのは3,000年前とされ、東アドリア地域でも古い町の一つである。ニンは地中海地域の民族によって入植が行われた。紀元前9世紀以来、イリュリア人 (en) やリブルニア人 (en) によってローマ人がやって来る以前に文明が起こっており、強い海運や商業の中心としてアエノア（Aenona）と呼ばれていた。豊富な考古学的な発見は海運によってギリシャやヘレニズム世界と強く結ばれいたことを証明している。
クロアチア人がニンに入植し始めたのは7世紀のことで、8世紀から9世紀にかけて初めて統一国家が形成されている。ニンはクロアチアでは初の国王都市で7世紀から13世紀にかけて栄光の時を刻んでいる。9世紀、初のクロアチア人司教の中心となった。司教はニンにおいて国の宗教、文化、政治において大きな役割を果たしていた。また、言語やクロアチアの独立にも苦闘していた。ニンの歴史での役割にはヴィシェスラヴ (en) 、ブラニミル (en) 、トミスラヴ、クレシミル (en) 、ズヴォニミル (en) が深く結び付いている。
オスマン帝国との戦争時、ニンは戦いの場となった。その後、ダルマチアからヴェネツィア共和国に1409年に移譲されるとニンはその支配下に入る。16世紀から17世紀にかけ、町は2度破壊を経験する。ニンは経済的に利用されていたが、軍事的に守られておらず1回目は1571年に、2回目は1646年4月28日に破壊を経験した。ヴェネツィア政府は町を燃やしたり破壊する命令を系統的に出していた。歴史家によればこれは、ニンを犠牲にし焼き払うことでオスマン帝国からザダルを守るためとしている。歴史的な教会や王、司教の地は破壊され二度と復活することはなかった。

## 経済
経済的な開発は第二次世界大戦後に始まり、1969年以来ニンは観光地として開発が進められている。今日では歴史的な文化遺産などによって観光開発が進んでいる。近年では多くの重要記念物が復元されている。ニンはクロアチアにとっては歴史的に重要な場所で、クロアチア国内以外にもヨーロッパ各国から観光客が訪れている。特に旧市街の9世紀以来の世界一小さな聖堂と呼ばれる聖十字教会と戴冠式が行われた教会の二つのシンボルを訪れる。